# Épisodes de Minority Report
Cet article présente les dix épisodes de la série télévisée américaine Minority Report.

## Généralités
- Aux États-Unis, elle a débuté le 21 septembre 2015, sur le réseau Fox.
- Au Canada, la saison est diffusée en simultané sur le réseau Global[1].

## Distribution

### Acteurs principaux
- Stark Sands : Dashiell « Dash » Parker
- Meagan Good : détective Lara Vega
- Nick Zano : Arthur Watson
- Wilmer Valderrama : lieutenant Will Blake
- Laura Regan : Agatha Lively
- Daniel London : Norbert « Wally » Wallace
- Li Jun Li : Akeela
- Zhane Hall : Rico Vega

### Acteurs récurrents
- Tina Lifford : Lily
- Jennifer Cheon : Andromeda
- Arleo Dordar : Trevor Maloney

## Épisodes

### Épisode 1:L'Après Précrime
- États-Unis /  Canada : 21 septembre 2015 sur FOX[2] / Global[3]

- États-Unis : 3,1 millions de téléspectateurs[4] (première diffusion)
- Canada : 1,11 million de téléspectateurs[5] (première diffusion + différé 7 jours)

- Tina Lifford (Lily)
- Andrew Stewart-Jones (Peter Van Eyck)
- Alex Paxton-Beesley (Liz Rutledge)
- Michael Copeman (Rutledge)
- Zoe Doyle (Olivia Van Eyck)
- Jennifer Cheon (Andromeda)
- Brielle Robillard (Young Agatha)
- Owen Fielding (Young Arthur)
- Connor Fielding (Young Dash)
- Nahanni Johnstone (Dr Hineman)

### Épisode 2:L'Amour selon vos règles
- États-Unis /  Canada : 28 septembre 2015 sur FOX / Global

- États-Unis : 2,56 millions de téléspectateurs[6] (première diffusion)

- Christian Tessier (Marcel)
- Jennifer Cheon (Andromeda)
- Bradford Anderson (Harlan)
- Maureen Sebastian (Blanca)
- Ron Melendez (Tyson Cole)

### Épisode 3:Hawk-Eye
- États-Unis /  Canada : 5 octobre 2015 sur FOX / Global

- États-Unis : 2,08 millions de téléspectateurs[7] (première diffusion)

- Kyle Howard (Mark Massero)
- Jessica Camacho (Lina)
- William Mapother (Charlie)
- Derek Webster (Dr Emory)
- Nicole Anthony (Remote Officer)
- Arleo Dordar (Maloney)
- David Nykl (Eli Winford)
- Karin Konoval (Dravecky)

### Épisode 4:Fredi
- États-Unis /  Canada : 12 octobre 2015 sur FOX / Global

- États-Unis : 2,05 millions de téléspectateurs[8] (première diffusion)

- Andrew J. West (Cayman Bello)
- William Mapother (Charlie Peele)
- Sheila Vand (Fredi)
- Rizwan Manji (Dr Orson)
- Sergio Osuna (Whit)
- Jennifer Cheon (Andromeda)

### Épisode 5:Les Fantômes du passé
- États-Unis /  Canada : 19 octobre 2015 sur FOX / Global

- États-Unis : 1,82 million de téléspectateurs[9] (première diffusion)

- Reed Diamond (Henry Blomfeld)
- Azura Skye (Dina Winter)
- Jesse Luken (Michael)
- Tina Lifford (Lily Vega)
- Stefan Arngrim (Eyeless Man)
- Colin Lawrence (Hamilton Vega)
- Jennifer Cheon (Andromeda)

### Épisode 6:L'Île deFiddler's Neck
- États-Unis /  Canada : 26 octobre 2015 sur FOX / Global

- États-Unis : 1,92 million de téléspectateurs[10] (première diffusion)

- Kenneth Mitchell (Brian)
- Taylor Nichols (Dr Gage)
- Audrey Marie Anderson (Gabby)
- TJ Linnard (Fetts)
- James Tyce (Stew)
- Demord Dann (Kenny)
- Rhys Fleming (Katie)

### Épisode 7:Les Loups se dévorent entre eux
- États-Unis /  Canada : 2 novembre 2015 sur FOX / Global

- États-Unis : 1,75 million de téléspectateurs[11] (première diffusion)

- Reed Diamond (Henry Blomfeld)
- Cassi Thomson (Kaira)
- Melissa Hood (Cleo)
- Peter Macon (Luca Van Zant)
- Owiso Odera (Malik Aziz)
- Jennifer Cheon (Andromeda)
- Johannah Newmarch (Suit #2)
- Kwesi Ameyaw (Suit #1)
- Sandy Robson (Boyd)
- Alistair Abell (Detective Mosi)

### Épisode 8:Quatorze
- États-Unis /  Canada : 16 novembre 2015 sur FOX / Global

- États-Unis : 1,74 million de téléspectateurs[12] (première diffusion)

- Celestino Cornielle (Tendo)
- Roland Ruiz (Felix)
- Reed Diamond (Henry Blomfeld)
- Christopher Heyerdahl (Dr Gray)
- Venus Terzo (Chief Mona Dietrich)
- Tiera Skovbye (Teen Agatha)
- Maxwell Haynes (Teen Dash)
- Burkely Duffield (Teen Arthur)
- Jennifer Cheon (Andromeda)
- Ramon Terrell (Precop #1)
- David A. Firth (Young Blake)
- Tim Perez (Dante Blake)
- Wendy Martinez (Imani Blake)
- Gabriel Vill (Jomari)
- Ronald Selmour (Martin Epe)

### Épisode 9:Memento Mori
- États-Unis /  Canada : 23 novembre 2015 sur FOX / Global

- États-Unis : 1,52 million de téléspectateurs[13] (première diffusion)

- Jennifer Cheon (Andromeda)
- Tom Butler (Senator Tyler Reynolds)
- Darius McCrary (Aman Shale)
- Angel Desai (Senator Meizhou-Shi)
- Steven Williams (Bridege Kane)

### Épisode 10:Alerte au Capitole
- États-Unis /  Canada : 30 novembre 2015 sur FOX / Global

- États-Unis : 2,21 millions de téléspectateurs[14] (première diffusion)

- Reed Diamond (Henry Blomfeld)
- Darius McCrary (Aman Shale)
- Venus Terzo (Chief Mona Dietrich)
- Mitchell Kummen (Teen Dash)
- Burkely Duffield (Teen Arthur)
- Solenne Wolff (Teen Agatha)
- Alison Wandzura (Suited Woman)
- Jennifer Cheon (Andromeda)
- Peter Bryant (Elgin Glasser)